# Anna Tatarkiewicz (tłumaczka)
Anna Jakubiszyn-Tatarkiewicz (ur. 21 marca 1921 we Lwowie, zm. 11 sierpnia 2019 w Warszawie) – polska tłumaczka literatury francuskojęzycznej.

## Życiorys
Urodziła się w 1921 jako córka Mikołaja. Studiowała na Uniwersytecie Lwowskim. Pracowała jako salowa w szpitalu. Wiosną 1944 została zmobilizowana do szeregów Armii Polskiej formowanej w ZSRR i skierowana do pracy w prasie wojskowej.
Od 1946 pracowała jako dziennikarka w pismach Polska Zbrojna i Żołnierz Wolności i jednocześnie studiowała romanistykę na Uniwersytecie Warszawskim. W 1951 zwolniona z pracy dziennikarskiej za niedostatek dyspozycyjności. W latach 1951–1962 przebywała w Lublinie, gdzie współpracowała z lubelską Kameną. Od 1952 była członkinią Związku Literatów Polskich (do chwili jego rozwiązania po wprowadzeniu stanu wojennego). W 1961 otrzymała nagrodę miasta Lublina za całokształt działalności literackiej, publicystycznej i społecznej.
Od 1962 mieszkała w Warszawie pracując zawodowo jako tłumaczka z języka francuskiego oraz członkini zespołu redakcyjnego Forum. Przełożyła około trzydziestu książek – głównie z dziedziny beletrystyki i eseistyki. Zajmowała się tłumaczeniem takich autorów jak: Gaston Bachelard Barthes, Jean de La Bruyere (Charaktery), Le Clézio (Protokół), Dumas (wybór Pamiętników), Ricoeur, Eliade, André Malraux (Głowa z obsydianu), (Przemijanie a literatura), Saint-Beuve (wybór pism krytycznych), pani de Sevigne (listy), Madame de Staël (wybór pism krytycznych), Chrétien de Troyes (Parceval z Walii) oraz wybór francuskiej noweli renesansowej.
Publikowała również liczne artykuły w pismach społeczno-kulturalnych, współpracowała z Polityką, Tygodnikiem Kulturalnym, Kulturą (warszawską), Tygodnikiem Powszechnym, Filmem, Kinem i czasopismem Więź. Pisała felietony do tygodnika Przegląd, które podpisywała imieniem i nazwiskiem oraz dopiskiem utopistka. Współpracowała z Towarzystwem Przyjaciół Dzieci. Nie należała do żadnej partii politycznej.
Postanowieniem prezydenta RP Aleksandra Kwaśniewskiego z 14 marca 2000 została odznaczona Krzyżem Oficerski Orderu Odrodzenia Polski za wybitne zasługi w pracy redakcyjnej w tygodniku „Forum”.

## Publikacje autorskie
- Anna Tatarkiewicz: W labiryncie. Szkice literackie, Warszawa 1974[20].
- Anna Tatarkiewicz: Gra w inteligencję, Białystok 1994, ISBN 83-85183-78-7[21].